# Округ Оринџ (Вермонт)
Округ Оринџ (енгл. Orange County) је округ у америчкој савезној држави Вермонт.

## Демографија
По попису из 2010. године број становника је 28.936, што је 710 (2,5%) становника више него 2000. године.
| Група             | 2000.          | 2010.          |
| Белци             | 27.533 (97,5%) | 27.898 (96,4%) |
| Афроамериканци    | 68 (0,2%)      | 110 (0,4%)     |
| Азијати           | 99 (0,4%)      | 140 (0,5%)     |
| Хиспаноамериканци | 165 (0,6%)     | 282 (1,0%)     |
| Укупно            | 28.226         | 28.936         |